# Papierosiarze z Placu Trzech Krzyży

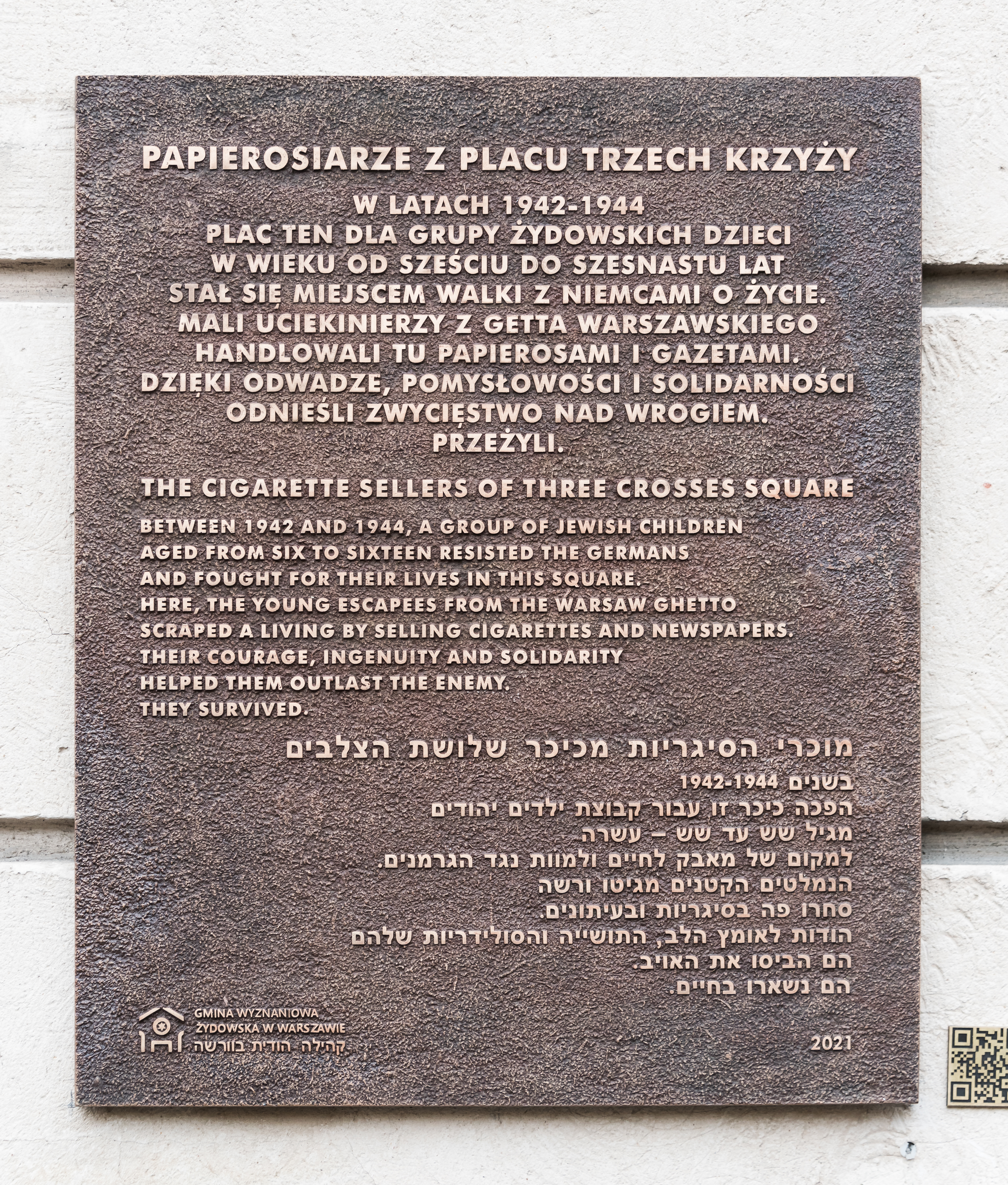
Tablica pamiątkowa odsłonięta w 2021 a ścianie gmachu Instytutu Głuchoniemych przy placu Trzech Krzyży 4/6

Papierosiarze z Placu Trzech Krzyży – książka Józefa Ziemiana opisujące żydowskie dzieci sprzedające papierosy na placu Trzech Krzyży w Warszawie w czasie okupacji niemieckiej.

## Opis
Fragmenty pierwszej wersji Papierosiarzy z placu Trzech Krzyży ukazały się na łamach łódzkiego Nowego Słowa w latach 1948–1949, a pełna wersja książki w Izraelu w 1963 roku. Książka została przetłumaczona na język polski, angielski, hiszpański, niemiecki, rumuński. Książka opisuje żydowskie dzieci, które uciekły z getta warszawskiego i sprzedawały papierosy na placu Trzech Krzyży. Niektóre uciekły z getta, gdy latem 1942 roku zaczęła się wywózka jego mieszkańców do obozu zagłady w Treblince.
W 1944 niektórzy papierosiarze wzięli udział w powstaniu warszawskim. Większość z nich przeżyła wojnę.
W 1970 roku wystawiano w Bostonie sztukę w języku jidisz Di papyrosn hendler opartą na książce Józefa Ziemiana.

## Upamiętnienie
W 2021 na ścianie gmachu Instytutu Głuchoniemych przy placu Trzech Krzyży 4/6 odsłonięto tablicę upamiętniającą małych papierosiarzy zaprojektowaną przez Antoniego Grabowskiego.

## Inne informacje
Niezależnie Ewa Małkowska-Bieniek opisuje historię Dawida Zylberta, który uciekł na „aryjską stronę” z warszawskiego getta i sprzedawał gazety i papierosy na placu Trzech Krzyży.
Podobna historia opisana jest w tangu Papirosen napisanym przez Hermana Yablokoffa. Tango to zostało napisane w 1922 roku na podstawie obserwacji dzieci sprzedających papierosy po pogromach w Grodnie po pierwszej wojnie światowej.